# نالکو
نالکو (انگلیسی: National Aluminium Company) شرکت دولتی آلومینیوم هندی است، که در سال ۱۹۸۱ تأسیس شد.